# ナラトゥー (パガン王朝)
ナラトゥー（ビルマ語: နရသူ、1118年3月16日? - 1171年2月頃）は、パガン王朝の第5代の国王（在位：1167年 - 1171年）。第4代国王アラウンシードゥーの子。史料によってはエインドーシン、カラ・ジャ・ミン（「異国人によって殺害された王」の意）とも書かれる。
ナラトゥーは父のアラウンシードゥーと兄のミンチンソウを殺害して即位した。ナラトゥーの事跡にはパガン最大の寺院であるダマヤンジー寺院の建立が挙げられるが、彼の行動は王朝の権威を大きく低下させ、評価は非常に低いものとなっている。

## 生涯
ナラトゥーはパガン王アラウンシードゥーと王妃ヤダナボンの次男として生まれる。彼の母はチャンシッターの宮廷で大臣を務めたDhamma Kyinの娘にあたる。ビルマの年代記に記されている彼の生年と統治期間は一致しておらず、主要な4つの年代記に記されている年代を以下の表に示す。
| 年代記             | 生没年    | 没時の年齢 | 在位年    | 在位期間 |
| ------------------ | --------- | ---------- | --------- | -------- |
| Zatadawbon Yazawin | 1118–1170 | 52         | 1167–1170 | 3        |
| Maha Yazawin       | 1114–1161 | 47         | 1158–1161 | 3        |
| Yazawin Thit       | 1117–1171 | 54         | 1168–1171 | 3        |
| Hmannan Yazawin    | 1123–1171 | 48         | 1167–1171 | 4        |

アラウンシードゥーの在位中、ナラトゥーの兄のミンチンソウが後継者に指名されていたが、ミンチンソウはアラウンシードゥーに疎まれてマンダレー東部のツントーンプテッに派遣される。ナラトゥーは王国の日常的な事務を処理してアラウンシードゥーに好印象を与え、間もなくナラトゥーは宮廷の中で事実上の後継者となった。
1167年にアラウンシードゥーは重病に罹り、ナラトゥーはアラウンシードゥーをシュウェグージー寺院に移すように命令した。寺に運ばれた父が意識を取り戻した事を知ると、進退窮まった彼は寺に赴き、自らの手で父を窒息死させた。ナラトゥーが政変を起こした直後にミンチンソウが軍を率いてパガンに進攻し、ナラトゥーは大僧正のパンタグと協議してミンチンソウを王位に就けた。しかし、その夜にナラトゥーはミンチンソウを毒殺して自ら王位に就き、彼の背信行為に憤慨したパンタグはセイロン島に出奔した。
1170年にナラトゥーは殺害されて生涯を終えるが、彼の殺害に直接関与した国家については諸説ある。
ビルマ史家のハーヴェイは、パガン王家に嫁いでいた娘を殺害されたパティカヤの王の報復とする説をとっている。パティカヤ王は8人の刺客を送り込み、彼らはバラモンに扮してナラトゥーを刺殺したと伝えられている。
ビルマ史家のタントン、ゴードン・ルースらは年代記『チューラヴァムサ（小史）』の記述から、セイロン島のシンハラ王朝の攻撃によって戦死したと推測し、交易利権を巡っての対立が戦争の背景に存在したと推測した。1165年にナラトゥーがシンハラ王朝の襲撃によって落命したルースの見解に対して、ビルマ史家のHtin Aungはルースの意見を単なる推測に過ぎないと強く否定している。

## ダマヤンジー寺院

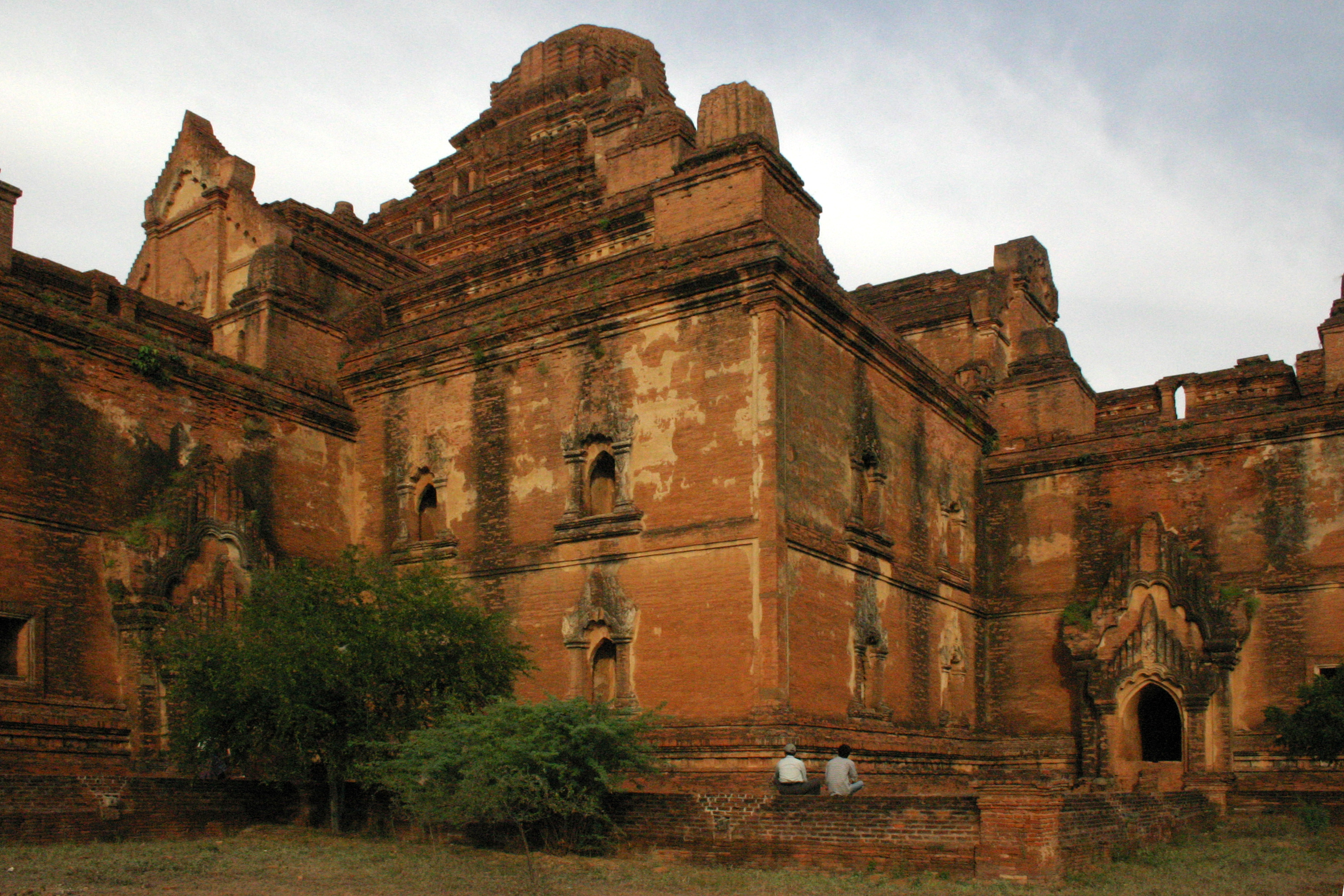
ダマヤンジー寺院

ナラトゥーが建立した代表的な寺院として、ダマヤンジー寺院がある。即位の経緯から宮廷の人間はナラトゥーを忌避したが、それに対して妻であるパティカヤの王女などの周囲の人間を殺害し、僧侶を迫害した。自らの行為に後悔した彼は贖罪のためにダマヤンジー寺院を建立したと伝えられている。しかし、工事は遅々として中々進まず、またナラトゥーが煉瓦と煉瓦の間に針が入るほどの隙間があるという理由で左官を処刑した噂も立った。完成した寺院について、ハーヴェイは煉瓦の工法に見るべきものがあるが、同様の建築様式で作られたアーナンダ寺院とは逆に重く沈んだ雰囲気があると評している。

## 家族

### 父母
- 父：アラウンシードゥー
- 母：ヤダナボン

### 子
- ナラティンカー
- ナラパティシードゥー

## 翻訳元記事参考文献
- Coedès, George (1968). Walter F. Vella. ed. The Indianized States of Southeast Asia. trans.Susan Brown Cowing. University of Hawaii Press. ISBN 978-0-8248-0368-1
- Hall, D.G.E. (1960). Burma (3rd ed.). Hutchinson University Library. ISBN 978-1-4067-3503-1
- Htin Aung, Maung (1967). A History of Burma. New York and London: Cambridge University Press
- Htin Aung, Maung (1970). Burmese History before 1287: A Defence of the Chronicles. Oxford: The Asoka Society
- Kala, U (1724) (Burmese). Maha Yazawin. 1–3 (2006, 4th printing ed.). Yangon: Ya-Pyei Publishing
- Royal Historians of Burma (c. 1680). U Hla Tin (Hla Thamein). ed. Zatadawbon Yazawin (1960 ed.). Historical Research Directorate of the Union of Burma
- Royal Historical Commission of Burma (1832) (Burmese). Hmannan Yazawin. 1–3 (2003 ed.). Yangon: Ministry of Information, Myanmar